# Yakisoba
Yakisoba (焼き蕎麦 (燒き蕎麥) (Thiêu kiều mạch)/ やきそば/ ヤキソバ thường viết là 焼きそば), nghĩa là "mì xào", là một món ăn Nhật Bản nhưng có nguồn gốc từ Trung Quốc và được coi là một biến thể của miến xào (炒麵) Trung Quốc. Món ăn này lần đầu xuất hiện tại những tiệm ăn Nhật Bản khoảng thập niên 1930. Mặc dù từ "soba" là để chỉ sợi mì làm từ bột kiều mạch nhưng mì yakisoba lại được làm từ bột mì tương tự như ramen. Nó có mùi vị đặc trưng với nước sốt ngọt đặc quánh giống như sốt Worcestershire.

## Hình ảnh

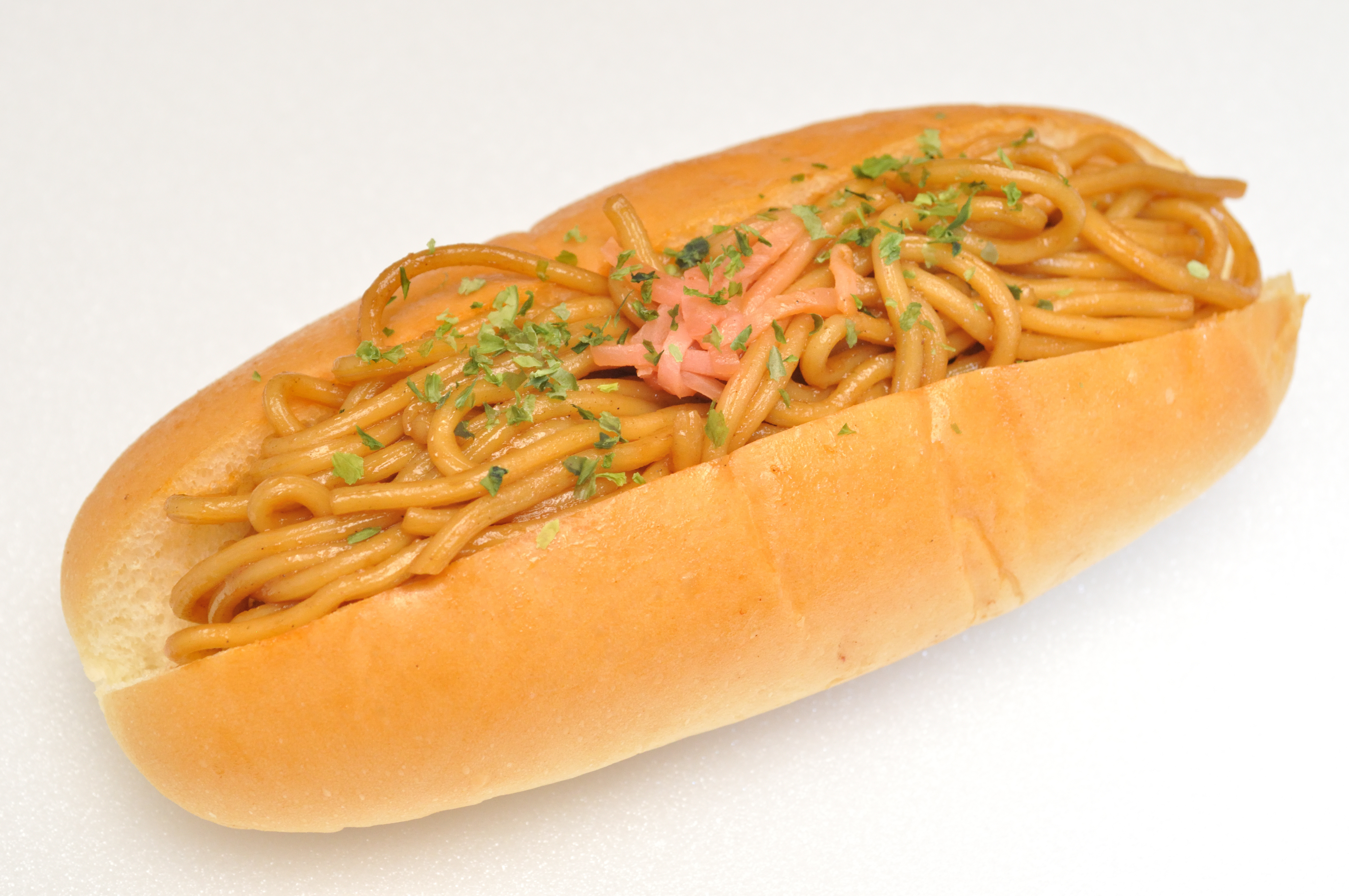
Yakisoba-Pan (bánh mì Yakisoba)
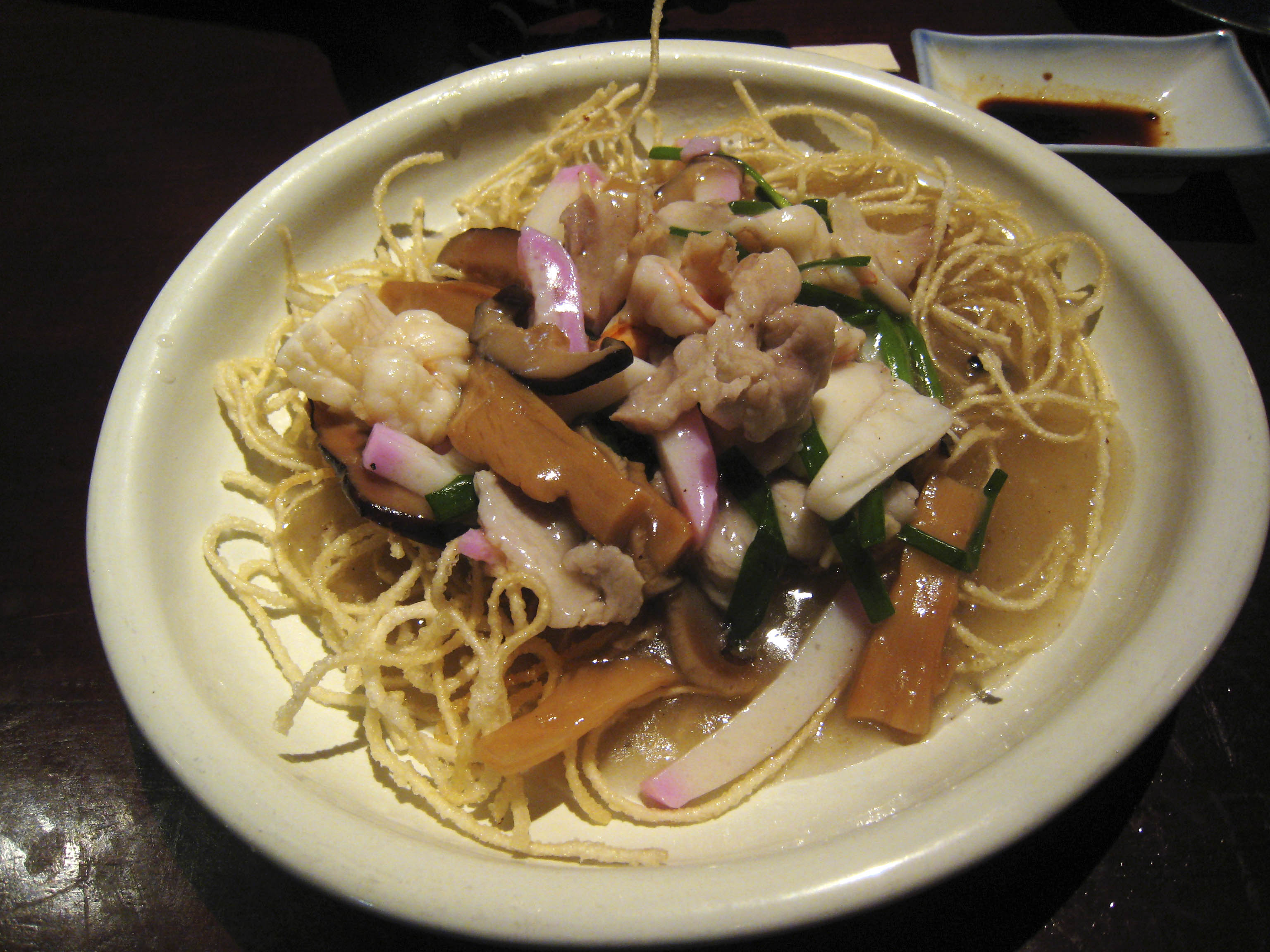
Kata-Yakisoba (Sara-Udon)